# Piotr Sawicki (polityk)
Piotr Sawicki (ur. 21 marca 1952) – polski urzędnik państwowy, w latach 2003–2005 podsekretarz stanu w Ministerstwie Finansów.

## Życiorys
Pracował w Ministerstwie Finansów: do 2003 jako kierownik Departamentu Poręczeń i Gwarancji, wcześniej także jako wicedyrektor Departamentu Poręczeń i Kredytów i w latach 90. jako wicedyrektor Departamentu Długu Publicznego, współodpowiedzialny za przygotowanie umów dotyczących poręczenia kredytu dla Laboratorium Frakcjonowania Osocza. 17 stycznia 2003 został powołany na stanowisko podsekretarza stanu w tym resorcie, odpowiedzialnego za pomoc publiczną. Z ramienia ministerstwa m.in. zasiadł w radzie nadzorczej Banku Gospodarstwa Krajowego. Odwołany z funkcji 7 listopada 2005.